# Maresciallo del Sejm
Il maresciallo del Sejm (in polacco: Marszałek Sejmu) è il titolo detenuto, a partire dal XV secolo, dal presidente del Sejm, la camera bassa del Parlamento della Polonia.

## Storia
In Galizia, dal 1861, il Presidente del "Sejm Nazionale della Galizia", con sede a Leopoli, ottenne il titolo di "Marszałek krajowy" (Maresciallo Nazionale). Nel Regno di Polonia, dal 1916 al 1918, il titolo fu quello di "presidente del Consiglio di Stato".
Nella Seconda Repubblica di Polonia, il "presidente del Sejm" era eletto tra i deputati durante ogni legislatura. Fino al 1935 (quando su sostituito dal Maresciallo del Senato della Polonia), il maresciallo del Sejm sostituì il presidente della Polonia in caso di sua assenza o impossibilità.
Oggi, il maresciallo del Sejm è il presidente del Presidio del Sejm (Prezydium Sejmu) e della Convenzione degli anziani (Konwent Seniorów). Il maresciallo supervisiona l'operato del Sejm, è presente alle sue riunioni e presiede gli incontri della Convenzione degli anziani e del Presidio del Sejm. Egli nomina il capo delle Camere (del Sejm e del Senato) e dal 1989 sostituisce il presidente della Polonia in caso di carica vacante.

## Presidente ad interim della Polonia
Il 10 aprile 2010, secondo quanto stabilito dalla Costituzione della Polonia, il maresciallo del Sejm Bronisław Komorowski ha assunto la carica di presidente ad interim a seguito della morte in un incidente aereo di Lech Kaczyński. Il primo atto di Komorowski come Presidente è stato quello di dichiarare una settimana di lutto nazionale; entro dieci giorni, egli ha inoltre scelto la data delle elezioni presidenziali del 2010, che si sono tenute il 20 giugno (primo turno) e 4 luglio (secondo turno). Komorowski è stato eletto nuovo presidente della Polonia, sconfiggendo il fratello del presidente defunto Jarosław Kaczyński.
Komorowski si è dimesso da maresciallo del Sejm l'8 luglio 2010 ed ha quindi abbandonato anche la carica di presidente ad interim, che è stata assunta dal maresciallo del Senato della Polonia Bogdan Borusewicz per poche ore, fino all'elezione del nuovo maresciallo del Sejm Grzegorz Schetyna, che è divenuto nuovo presidente ad interim.